# Frigyes Mezei
Frigyes Mezei, noto anche con il nome tedesco di Friedrich Weisner (Mór, 26 settembre 1887 – Budapest, 27 marzo 1938), è stato un velocista ungherese.

## Biografia
Nel 1908 prende parte ai Giochi olimpici di Londra: sui 100 metri piani arriva quarto su cinque nella propria batteria e sui 200 metri piani si piazza secondo con un tempo di 24", dietro allo svedese Sven Låftman. Vince la medaglia di bronzo nella staffetta olimpica (200 + 200 + 400 + 800 metri) con Pál Simon, József Nagy e Ödön Bodor correndo dopo Simon.
Prende parte anche alle Olimpiadi di Stoccolma nel 1912, senza andare a medaglia e venendo eliminato in semifinale sia sui 100 sia sui 200 metri, concludendo entrambe le corse al quarto posto.

## Palmarès
| Anno | Manifestazione  | Sede      | Evento             | Risultato     | Prestazione | Note |
| ---- | --------------- | --------- | ------------------ | ------------- | ----------- | ---- |
| 1908 | Giochi olimpici | Londra    | 100 metri piani    | elim. qualif. | n/d         |      |
| 1908 | Giochi olimpici | Londra    | 200 metri piani    | elim. qualif. | 24"         |      |
| 1908 | Giochi olimpici | Londra    | Staffetta olimpica | Bronzo        | 3'32"5      |      |
| 1912 | Giochi olimpici | Stoccolma | 200 metri piani    | elim. qualif. | n/d         |      |
| 1912 | Giochi olimpici | Stoccolma | 400 metri piani    | elim. qualif. | n/d         |      |
| 1912 | Giochi olimpici | Stoccolma | Staffetta 4x400    | elim. qualif. | n/d         |      |